# Ozark (Arkansas)
Ozark település az Amerikai Egyesült Államok Arkansas államában, Franklin megyében, melynek megyeszékhelye is. Lakosainak száma 3542 fő (2020. április 1.).

## Népesség
A település népességének változása:

| 2010 | 3 684 |
| 2020 | 3 542 |